# Syndicat des travailleurs agricoles et alliés démocratiques
L' Agricultural Food and Allied Democratic Workers Union ((en) AFADWU) est un syndicat représentant les travailleurs de l'industrie alimentaire en Afrique du Sud.

## Histoire
Le syndicat a été fondé en 2016 après le licenciement d'un nombre important de dirigeants ouvriers, de délégués syndicaux et de fonctionnaires par le Syndicat des travailleurs de l'alimentation et des industries connexes (FAWU en Anglais). La FAWU s'est également désaffiliée du Congrès des syndicats sud-africains (COSATU).

## Objectifs
L'AFADWU est une association de salariés dont l'objet principal est de réglementer les relations entre salariés et employeurs, y compris les éventuelles organisations patronales. Le 17 avril 2018, l'AFADWU a été légalement enregistrée auprès du ministère de l'Emploi et du Travail  en vertu de la loi n° 66 de 1995 sur les relations de travail, telle que modifiée.

## Campagnes

### Acheter une campagne locale
AFADWU, le FairPlay Movement, Proudly South African et d'autres syndicats ont lancé une campagne pour promouvoir la consommation de poulet local,.